# Civilization 4
Sid Meier's Civilization 4 strateška je  računalna igra koju je 2005. godine izdao studio Firaxis Games. Civilization IV izdana je između 25. listopada i 11. studenog 2005. u Sjevernoj Americi, Europi i Australiji. Prva ekspanzija “Warlords” izdana je 2006. godine u SAD-u i Europskoj uniji. Druga ekspanzija “Beyond The Sword” izdana je 2007. Prema Take-Two Interactive-u, Civilization IV je prodana u tri milijuna primjeraka do 2008.
Civilization IV je strateška igra na poteze u kojoj igrač gradi carstvo iz isprva vrlo ograničenih resursa. Standarna igra počinje 4000. g. pr. Kr. kada nomadi prelaze na sjedilački način života i započinju gradnju prvih gradova. Zadatak igrača je proširiti carstvo ekspanzijom na ostala područja, ratovanjem sa suparničkim civilizacijama, gradnjom infrastrukture, te znanstvenim i kulturnim razvojem. Postoji pet načina na koje se može pobijediti u igri: pobjeda nad svim ostalim civilizacijama, kontrola većine svjetskog teritorija i populacije, biti prvi koji će lansirati svemirski brod na Alpha Centauri, stvaranje tri legendarna velika svjetska grada ili biti proglašen svjetskim vođom Ujedinjenih naroda. Ako se ni jedan od tih ciljeva ostvari do 2050. godine, u igrici pobjeđuje civilizacija s najviše osvojenih bodova.

## Osobine igre

### Diplomacija
Diplomacija u igri se uglavnom sastoji od trgovine dobrima. Za određenu robu potrebna je specifična tehnologija. Primjerice, da bi se trgovalo svjetskim mapama potrebno je prethodno otkriti papir. U igri se može trgovati tehnologijama, resursima, kartama i zlatom. Naparedna diplomacija uključuje stvaranje trgovinskih saveza, vojnu pomoć, te prihvaćanje određenih društvenih uređenja i religija. Stvaranje Ujedinjenih Naroda dovodi do donošenja odluka na globalnoj razini, primjerice u slučaju nuklearne tehnologije.

### Ratovanje
Za razliku od Civilization III, ovaj nastavak igre pruža tzv. promociju ratnik tako da im daje bonuse u određenim situacijama (npr. poboljšanje zaštite grada, pojačanje snage itd.). Postoji 41 tip ratnih promocija. Također je novo uvedena mogućnost procjene ishoda borbe prije samog napada, što pomaže igraču u odlučivanju ispravnog napada.

### Proizvodnja i trgovina
U igri postoje 32 tipa resursa koji zahtijevaju određeno terensko unaprijeđenje kako bi se mogli iskorištavati. Resursi omogućuju konstrukciju, odnosno njeno ubrzanje ili jednostavno pridonose sreći i zdravlju stanovnika. Trgovina dobrima moguća je samo ako su gradovi povezani. Kako bi se omogućila trgovina, mora postpjati neka vrsta poveznica među gradovima. U početku igre, ona je prilično jednostavna jer postoji samo mogućnost izgradnje cesta, no kasnije se razvijaju željeznička i prekooceanska trgovina.

### Religija
Koncept religije je nov u Civilization 4, a gradnja hramova i katedrala pridonose povećanju sreće i kulture u gradu. U igri postoji 7 različitih religija: budizam, kršćanstvo, konfucionizam, hinduizam, islam, judaizam i taoizam. Svaka religija je povezana s određenom tehnologijom. Prihvaćanje religije može stvoriti jedinicu misionara koji mogu širiti religiju u druge civilizacije.
Civilizacije koje imaju istu državnu religiju, mnogo će lakše uspostaviti diplomatske odnose.
Promjena društvenog uređenja ima jak utjecaj na religiju. Igrači mogu utemeljiti državnu religiju, proglasiti religijske slobode, ograničiti ne-državne religije itd.

### Civilizacije i vođe
Svaka od 18 civilizacija ima barem jednog vođu, a osam ih ima dvoje.Sve civilizacije imaju neku posebnost i svaki vođa ima određenu karakteristiku osnovanu na temelju njegovih postignuća u životu.
Ovo je popis svih raspoloživih civilizacija u igri:
| Civilizacija   | Početne prednosti       | Vođe                                             | Karakteristike vođa                                   | Prvi grad    |
| -------------- | ----------------------- | ------------------------------------------------ | ----------------------------------------------------- | ------------ |
| Amerika        | ribarstvo, agrikultura  | George Washington Franklin Delano Roosevelt      | ekonomist, organiziran industrijalac, organiziran     | Washington   |
| Asteci         | misticizam, kotač       | Montezuma II                                     | agresivan, spiritualist                               | Tenochtitlan |
| Grčka          | ribarstvo, lov          | Aleksandar                                       | agresivan, filozof                                    | Atena        |
| Japan          | ribarstvo, kotač        | Tokugawa                                         | agresivan, organiziran                                | Kyoto        |
| Perzija        | agrikultura, lov        | Kir Veliki                                       | ekspanzionist, kreativan                              | Perzepolis   |
| Arabija        | misticizam, kotač       | Saladin                                          | filozof, spiritualist                                 | Meka         |
| Kina           | agrikultura, rudarstvo  | Mao Zedong Qin Shi Huang                         | filozof, organiziran ekonomist, industrijalac         | Peking       |
| Egipat         | agrikultura, kotač      | Hatšepsut                                        | spiritualist, kreativan                               | Teba         |
| Engleska       | ribarstvo, rudarstvo    | Viktorija Elizabeta I                            | ekspanzionist, ekonomist filozof, ekonomist           | London       |
| Francuska      | agrikultura, kotač      | Luj XIV. Napoleon Bonaparte                      | kreativan, organiziran agresivan, organiziran         | Pariz        |
| Njemačka       | lov, rudarstvo          | Fridrik II. Veliki Bismarck                      | kreativan, filozof ekspanzionist, industrijalac       | Berlin       |
| Inke           | agrikultura, misticizam | Huayna Capac                                     | agresivan, ekonomist                                  | Cuzco        |
| Indija         | misticizam, rudarstvo   | Mahatma Gandhi Asoka                             | industrijalac, spiritualist organiziran, spiritualist | Delhi        |
| Mali           | rudarstvo, kotač        | Mansa Musa                                       | ekonomist, spiritualist                               | Timbuktu     |
| Mongolija      | lov, kotač              | Džingis-kan Kublaj-kan                           | agresivan, ekspanzionist agresivan, kreativan         | Karakorum    |
| Rimsko Carstvo | ribarstvo, rudarstvo    | Julije Cezar                                     | organiziran, ekspanzionist                            | Rim          |
| Rusija         | lov, rudarstvo          | Katarina II. Velika Petar I. Aleksejevič Romanov | kreativan, ekonomist ekspanzionist, filozof           | Moskva       |
| Španjolska     | ribarstvo, misticizam   | Izabela I. Kastiljska                            | ekspanzionist, spiritualist                           | Madrid       |

## Građevine

### Svjetska čuda
- Stonehenge
- Piramide
- Partenon
- Delfi
- Semiramidini viseći vrtovi
- Chichen Itza
- Angkor Wat
- Sikstinska kapela
- Velika džamija u Samarri
- Kremlj
- UN
- Katedrala Notre-Dame u Parizu
- Aja Sofija
- Aleksandrijski svjetionik
- Aleksandrijska knjižnica
- Versailles
- Kolosej
- Taj Mahal
- Kip slobode
- Eiffelov toranj
- Broadway
- Hollywood
- Rock and Roll
- Internet
- Manhattanov projekt
- Pentagon
- Bazilika Rođenja Isusova
- Salomonov hram
- Kong Miao
- Dai Miao
- Masjid al-Haram
- Kashi Vishwanath
- Svetište Mahabodhi u Bodh Gaya

### Nacionalna čuda
- Palača
- Wall Street
- Zabranjeni grad
- Kazalište Globe
- Planina Rushmore
- Međunarodni Crveni križ
- Oxfordsko Sveučilište
- Scotland Yard

## Kraj igre

### Sistem bodovanja
U Civilization IV igračeve vještine vođenja uspoređene su s listom najboljih i najlošijih vođa u povijsti, slično kao i u prvoj Civilization igri. Bodovanje se osniva na temelju raznih faktora uključujući vojni razvitak i uspjeh, broj stanovnika, tehnološki napredak, izgradnja čuda te ekonomski rast.

### Tipovi pobjede
- Pobjeda pokoravanjem- igrač mora pokoriti svaku suparničku civilizaciju.
- Dominacijska pobjeda- igračeva civilizacija mora zauzimati 70% svjetskog teritorija.
- Kulturološka pobjeda- igrač mora razviti kulturu u civilizaciji tako da barem u tri njegova grada imaju legendarni kulturološki status.
- Pobjeda u svemirskoj utrci- igrač koji prvi završi sve zadatke koji su potrebni da bi se omogućio put u svemir i koji prvi osnuje novu koloniju na Alpha Centauri je onaj koji će pobijediti u ovom tipu.
- Diplomatska pobjeda- pobijedit će dimplomatski igrač koji će biti proglašen predsjednikom UN-a nakon izbora među igračima.
- Vremenska pobjeda- ovaj tip pobjede je moguć samo ako nijedna od prethodnih pobjeda nije osvojena do kraja igre, odnosno do 2050. godine. Igrač će pobijediti ako skupi najviše bodova pomoću faktora kao što su ekspanzija civilizacije, pobjede u ratovima itd.

## Platforme
Civilization IV dostupna je na Windows (PC) i Mac OS X.

## Vanjske poveznice
- Civilization 4  Arhivirana inačica izvorne stranice od 4. rujna 2013. (Wayback Machine)